# 大相撲平成23年11月場所
大相撲平成23年11月場所（おおずもうへいせい23ねん11がつばしょ）は、2011年（平成23年）11月13日から11月27日まで福岡国際センターで開催された大相撲本場所。
幕内最高優勝は横綱・白鵬翔（14勝1敗・2場所連続21回目）。

## 場所前の話題など
番付発表は2011年（平成23年）10月31日。
大関昇進を果たした琴奨菊の地元での取組が期待される場所である。
稀勢の里の大関昇進のかかる場所でもある。
豊真将が戦後4位となる30歳6ヶ月で三役（小結）に昇進をした。
剣武、妙義龍、佐田の富士、松谷（松鳳山に改名）、碧山の5人が幕内昇進を決め、新入幕力士5人は1950年秋場所以来およそ61年ぶりである。また、学生相撲出身力士が同時に3人入幕するのは史上初の出来事である。

## 番付・星取表
| 東       | 成績      | 結果   | 番付   | 西         | 成績      | 結果   |
| -------- | --------- | ------ | ------ | ---------- | --------- | ------ |
| 白鵬     | 14勝1敗   | 優勝   | 横綱   |            |           |        |
| 把瑠都   | 11勝4敗   |        | 大関   | 日馬富士   | 8勝7敗    |        |
| 琴欧洲   | 9勝6敗    |        | 大関   | 琴奨菊     | 11勝4敗   |        |
| 稀勢の里 | 10勝5敗   | 技能賞 | 関脇   | 鶴竜       | 10勝5敗   |        |
| 豊ノ島   | 9勝6敗    |        | 小結   | 豊真将     | 4勝11敗   |        |
| 隠岐の海 | 7勝8敗    |        | 前頭1  | 豪栄道     | 7勝8敗    |        |
| 栃ノ心   | 2勝13敗   |        | 前頭2  | 旭天鵬     | 4勝11敗   |        |
| 阿覧     | 4勝11敗   |        | 前頭3  | 臥牙丸     | 2勝13敗   |        |
| 栃乃若   | 7勝8敗    |        | 前頭4  | 栃煌山     | 5勝6敗4休 |        |
| 北大樹   | 8勝7敗    |        | 前頭5  | 嘉風       | 7勝8敗    |        |
| 安美錦   | 9勝6敗    |        | 前頭6  | 雅山       | 11勝4敗   |        |
| 時天空   | 6勝9敗    |        | 前頭7  | 豪風       | 10勝5敗   |        |
| 翔天狼   | 全休      |        | 前頭8  | 髙安       | 9勝6敗    |        |
| 若の里   | 2勝4敗9休 |        | 前頭9  | 若荒雄     | 12勝3敗   | 敢闘賞 |
| 黒海     | 1勝14敗   |        | 前頭10 | 富士東     | 7勝8敗    |        |
| 豊響     | 9勝6敗    |        | 前頭11 | 妙義龍     | 10勝5敗   |        |
| 大道     | 8勝7敗    |        | 前頭12 | 磋牙司     | 6勝9敗    |        |
| 玉鷲     | 5勝10敗   |        | 前頭13 | 朝赤龍     | 6勝9敗    |        |
| 魁聖     | 6勝9敗    |        | 前頭14 | 宝富士     | 5勝10敗   |        |
| 松鳳山   | 10勝5敗   |        | 前頭15 | 佐田の富士 | 8勝7敗    |        |
| 碧山     | 11勝4敗   | 敢闘賞 | 前頭16 | 剣武       | 4勝11敗   |        |
| 木村山   | 4勝11敗   |        | 前頭17 |            |           |        |

## 優勝争い
大関昇進のかかる関脇・稀勢の里は5日目に豪栄道に敗れ、初黒星を喫した。横綱・白鵬は平幕の挑戦を難なく退け初日から連勝を積み重ねて、同じく新大関の琴奨菊も初日から連勝を積み重ねる。
9日目に稀勢の里が日馬富士に敗れ2敗目となる。9日目の時点で全勝は白鵬と琴奨菊の2人、2敗で稀勢の里と豪風と若荒雄と碧山の4人が追いかける展開となった。
10日目に全勝で白鵬と並ぶ琴奨菊が把瑠都に敗れ初黒星を喫した。琴奨菊は10日目から4連敗し優勝争いから脱落した。
11日目には稀勢の里が白鵬に敗れ3敗目、琴奨菊も栃乃若に敗れ2敗目となる。さらに13日目にも稀勢の里が把瑠都に琴奨菊が日馬富士にそれぞれ敗れ、稀勢の里は大関昇進が危ぶまれ、琴奨菊は優勝争いから脱落すると言う結果になった。ここまで全勝の白鵬は13日目に琴欧洲を破り、13日目で優勝を決めた。
千秋楽は白鵬が把瑠都に勝てば双葉山、大鵬を抜く単独1位の9回目の全勝優勝となる。しかし、把瑠都に敗れ全勝優勝とはならなかった。大関昇進がほぼ決まっている稀勢の里は琴奨菊に敗れ、琴奨菊は新大関の場所を11勝4敗で取り終え、稀勢の里は10勝5敗であった。白鵬は21度目の優勝で技能賞は稀勢の里、殊勲賞は該当者なし、敢闘賞は12勝3敗の好成績を残した若荒雄と、11勝4敗の好成績を残した碧山がそれぞれ受賞した。

## 各段優勝・三賞
- 幕内最高優勝　白鵬　14勝1敗（2場所連続21回目）
  - 殊勲賞：該当者なし
  - 敢闘賞：若荒雄（初）、碧山（初）
  - 技能賞：稀勢の里（初）
- 十両優勝　勢　12勝3敗
- 幕下優勝　千昇　6勝1敗
- 三段目優勝　佐久間山　7戦全勝
- 序二段優勝　若山　7戦全勝
- 序ノ口優勝　蘇　7戦全勝

## トピック
- 元関脇で十両の玉乃島が9日目に引退を表明し、年寄・西岩を襲名した。
- 関脇・稀勢の里が3場所32勝ながらも場所後に大関に昇進した。